# Grubasem być
Grubasem być (ang. To Be Fat Like Me) – amerykański dramat biograficzny z 2007 roku wyreżyserowany przez Douglasa Barra. Wyprodukowany przez Ardmore Productions, CanWest Global Television Network i Probity Pictures.
Premiera filmu miała miejsce 8 stycznia 2007 roku w Stanach Zjednoczonych.

## Opis fabuły
Alyson Schmidt (Kaley Cuoco) to popularna, piękna i szczupła nastolatka. Marzy o dobrym college'u, a pieniądze na naukę zamierza zdobyć wygrywając stypendium sportowe. Przed decydującymi zawodami doznaje jednak kontuzji kolana i przekreśla w ten sposób szansę na wygraną. Dziewczyna wpada na inny pomysł zdobycia pieniędzy. Postanawia wziąć udział w konkursie na film dokumentalny. W swoim filmie chce poruszyć problem otyłości, zwłaszcza że jej matka i brat mają dużą nadwagę i tłumaczą tym większość niepowodzeń w ich życiu. Alyson uważa, że problem tkwi w nich, a nie w braku tolerancji ludzi wokół. Ubrana w pogrubiający kostium zaczyna uczęszczać do konkurencyjnego liceum, aby zbadać reakcję rówieśników i w ten sposób zdobyć materiał na film.
Szybko okazuje się, że niełatwo być „grubasem” w społeczeństwie wychowanym na kolorowych magazynach ze zdjęciami i chudych top-modelek. Alyson ze skruchą przyznaje, że była zbyt okrutna wobec mamy i brata.

## Obsada
Źródło: Filmweb
- Kaley Cuoco jako Alyson Schmidt
- Caroline Rhea jako Madelyn
- Brandon Olds jako Adam
- Melissa Halstrom jako Ramona
- Carlo Marks jako Michael
- Michael Phenicie jako Jim
- Anna Amoroso jako ładna dziewczyna
- Alexander Calvert jako Robbie
- Matt Bellefleur jako Eddie
- Joel Berg jako gorący facet
- Rachael Cairns jako Jamie